# Federica Trovalusci
Federica Trovalusci (8 settembre 1997) è una kickboxer italiana.

## Biografia
Nel 2021 e 2023 ha vinto il campionato mondiale della WAKO nella categoria -50 kg rispettivamente a Jesolo e ad Albufeira.

## Palmarès
- Mondiali

Jesolo 2021: oro nei 50 kg.
Albufeira 2023: oro nei 50 kg.
- World Games

Chengdu 2025: oro nei 50 kg.